# Cellencompressor
Een cellencompressor is een volumetrische compressor. Een cellencompressor heeft een excentrisch opgestelde cilindrische rotor. In de rotor bevinden zich verplaatsbare schotten, die door centrifugaalkracht tegen de statorwand geduwd worden. Deze schotten vormen dan cellen die van volume veranderen afhankelijk van de rotatiehoek van de rotor. Bij een volumestijging blijven de cellen in verbinding met de aanzuigopening. Zodra de verbinding met de aanzuigopening verbroken is, zal het volume afnemen om uiteindelijk uit te monden in de perszijde. De compressieverhouding volgt dus uit de volumes van de cellen, en ligt dus vast bij constructie.